# François Sudre
Jean-François Sudre foi um autor e músico francês nascido em Albi, França em 1787 e morto em Paris em 1862.
Ele tornou-se conhecido por seu trabalho de desenvolvimento de uma língua musical denominada Solresol.